# Metrarabdotomorpha
Metrarabdotomorpha is een monotypisch mosdiertjesgeslacht uit de familie van de Romancheinidae en de orde Cheilostomatida. De wetenschappelijke naam ervan is in 1983 voor het eerst geldig gepubliceerd door d'Hondt.

## Soort
- Metrarabdotomorpha aenigmatistes d'Hondt, 1983